# Sardinops sagax
Sardinops sagax, también llamada sardina española, sardina peruana, sardina chilena, sardina del Pacífico o simplemente sardina, es una especie de sardina de la familia Clupeidae.

## Descripción
Es una especie gregaria que forma grandes cardúmenes.

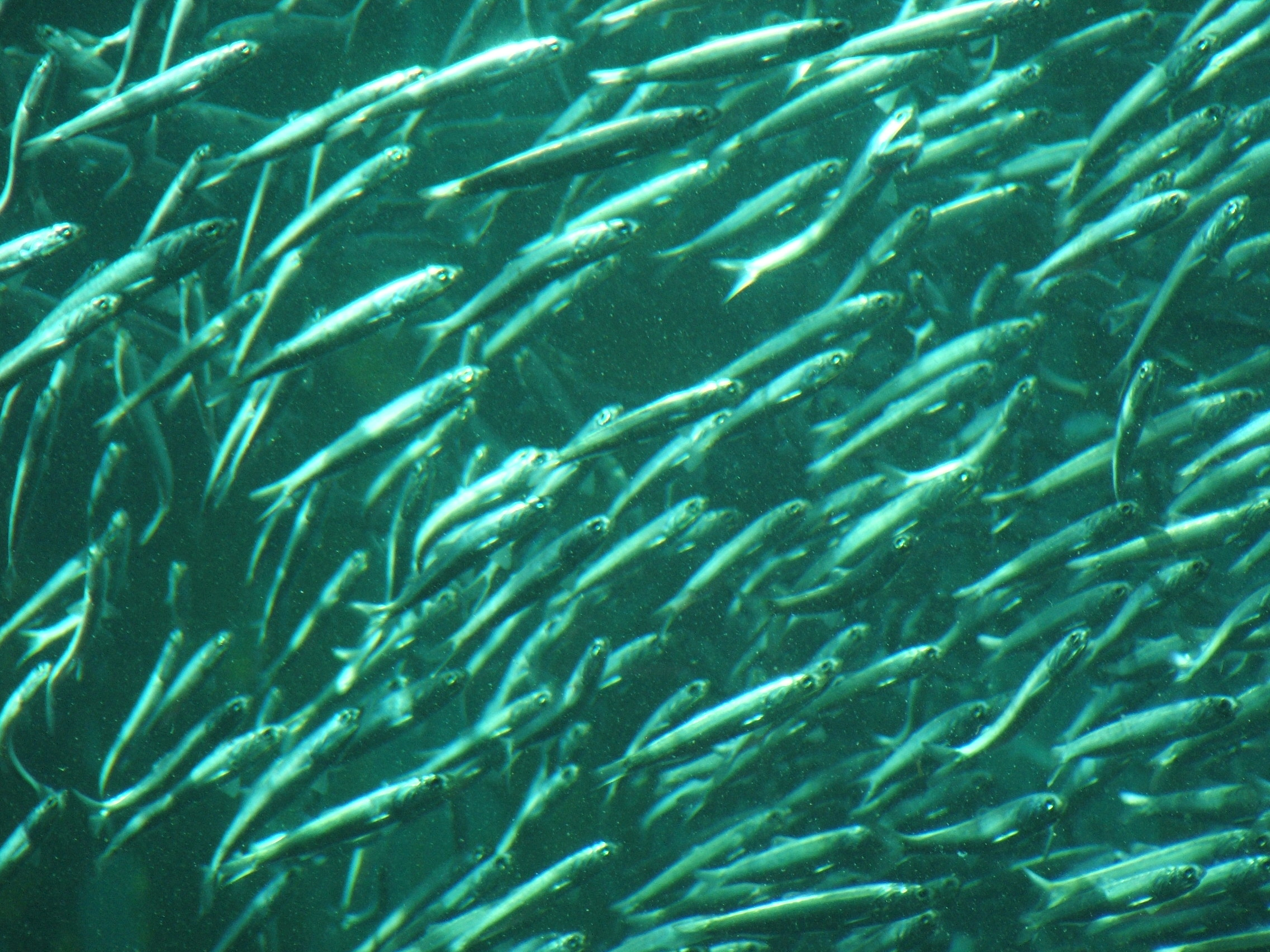
Cardumen de sardinas (S. sagax)

### Comportamiento
Además de presentar cardúmenes. Suele migrar nictiemeral, es decir, hacia la superficie de noche.
Y también suele desplazarse horizontal o vertical por largas distancias cuando ocurren eventos El Niño Oscilación del Sur (ENOS), comúnmente llamado El Niño.

## Distribución y hábitat
- Indo-Pacífica
- Pelágica-Nerítica
- de 0 a 200 m de profundidad[5]

## Ecología

### Alimentación
Se alimenta de crustáceos planctónicos. Los juveniles de copépodos y los adultos incluso de fitoplancton.

### Morfología
Espinas dorsales (total): 0.
Rayos blandos dorsales (total): 13-21.
Espinas anales: 0.
Rayos blandos anales: 12 - 23.
Vértebras: 48 - 54. 
Cuerpo cilíndrico y alargado; parte ventral del opérculo con estrías óseas claramente cortadas e irradiadas hacia abajo; vientre redondeado con escamas ventrales; dorso verde azulado; flancos blancos, con 1 a 3 series de manchas oscuras a lo largo del centro. Las estrías óseas radiadas en el opérculo distinguen a esta especie de todos los demás clupeidos de la zona. 
- Longitud Total máxima: 39.5 cm
- Longitud o Talla de Madurez Sexual: 9 cm
- Máximo peso publicado: 486 g[5]

### Longevidad
Se estima que pueden vivir hasta 25 años.

### Reproducción
Ovíparos, con desove pelágico secuencial de los huevos al agua. Ocurre fertilización externa.

### Fecundidad
La fecundidad de las hembras por tandas oscila entre unos 10.000 huevos  (♀ 13 cm de longitud), y unos 45.000 huevos (♀ de unos 18 cm).

## Relación con el ser humano
Se utiliza mayormente para elaboración de harina y/o aceite de pescado, debido a su contenido rico en omega 3 EPA y DHA, aunque también se comercializa en otros formatos como enlatado, congelado o fresco.

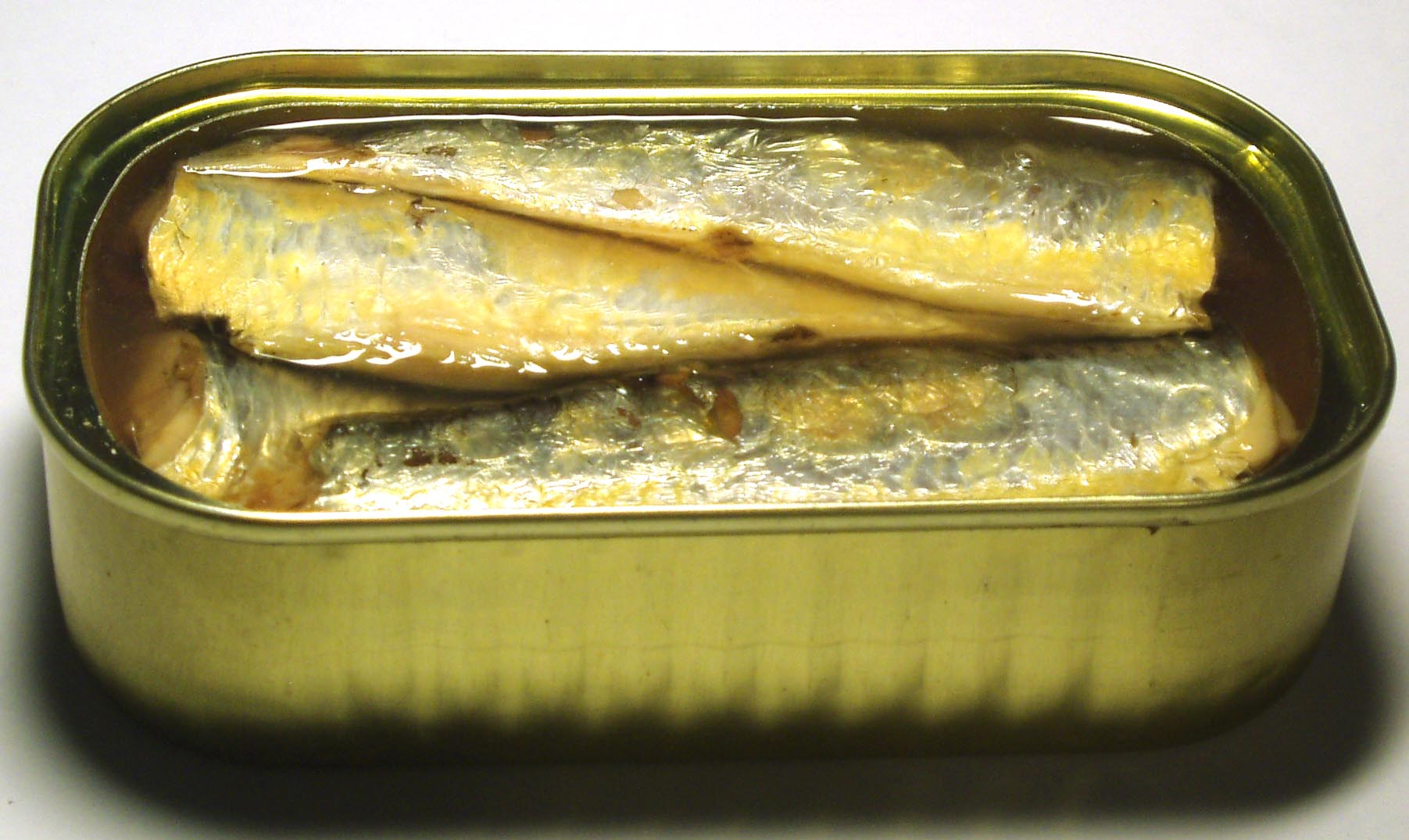
Lata de sardina abierta

## Etimología
Sardinops: Latín y griego, sarda = sardina; nombre relacionado con la isla de Cerdeña + griego, ops = apariencia; sagax: De la palabra latina "sagax" que significa de percepción rápida, aguda o alerta.